# アルトランシュテット

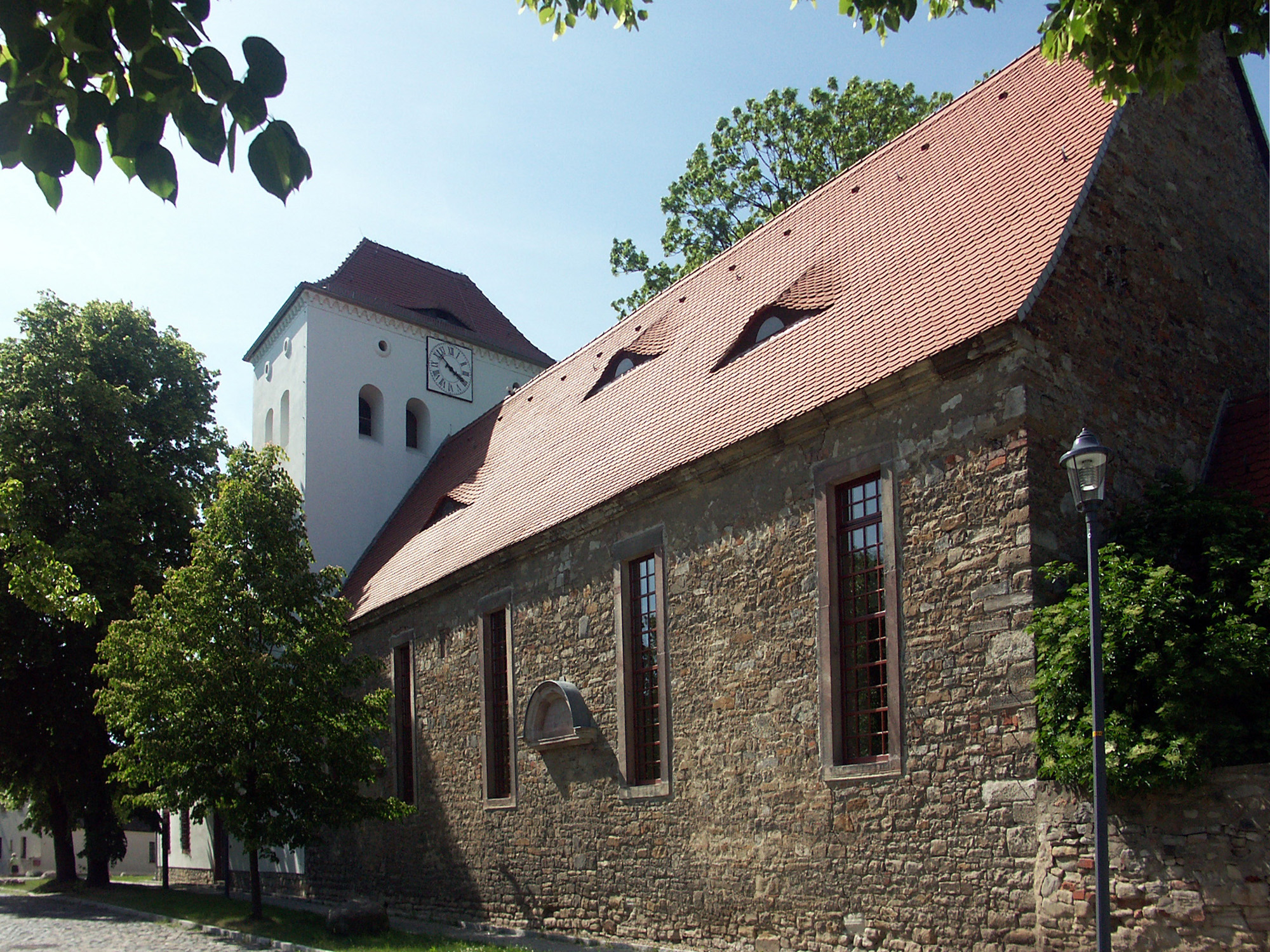
アルトランシュテットの教会、2009年撮影。

アルトランシュテット（ドイツ語: Altranstädt）はドイツのザクセン州ライプツィヒ郡マルクランシュテットにある村。
ライプツィヒから14.5キロメートル西南西にあり、1706年のアルトランシュテット条約と1707年のアルトランシュテット条約が締結された場所として知られる。

## 概要
1706年9月24日の条約はザクセン選帝侯兼ポーランド・リトアニア共和国国王アウグスト2世がスウェーデン王カール12世に迫られて締結した条約であり、アウグスト2世がポーランド王を退位して王位をスタニスワフ・レシチニスキに譲ったが、1709年7月8日にカール12世がポルタヴァの戦いで敗れるとアウグスト2世は条約の無効を宣言した。
1707年8月31日の条約では神聖ローマ皇帝ヨーゼフ1世がカール12世との交渉でシュレージエンのプロテスタント住民に宗教の寛容を与えた。
また、スペイン継承戦争中の大同盟代表マールバラ公爵はアルトランシュテットでカール12世を訪れ、フランス王国を支持せずにドイツを去るよう説得することに成功した。